# Weinviertel Niederösterreich

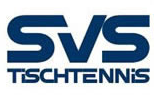
Logo des ehemaligen SVS Niederösterreich

Weinviertel Niederösterreich war ein Tischtennisverein aus Wolkersdorf im Weinviertel, Niederösterreich. Er war mit einer Mannschaft in der Superliga vertreten und spielte außerdem in der European Champions League. 

## Geschichte
1998 entstand aus den Vereinen SV Schwechat und Union Wolkersdorf der SVS Niederösterreich. Ziel war es, eine spielstarke Mannschaft zu gründen, um beide Städte sowie auch das Bundesland Niederösterreich national und international zu präsentieren. Der neue Verein finanzierte sich aus Fördermitteln des Landes Niederösterreich, der Stadt Schwechat und über namhafte Sponsoren. Die Heimstätten des SVS waren abwechselnd die Städte Wolkersdorf und Schwechat. 
Bereits in der Saison 1999/2000 erreichte der Verein erstmals das Finale der ETTU Champions League, verlor dort aber klar gegen Borussia Düsseldorf. In den beiden folgenden Jahren erreichte der SVS erneut das Finale der Champions League und verlor jeweils gegen Royal Villete Charleroi. Ab der Saison 2006/07 wurden die Vereine SV Schwechat und SVS NÖ fusioniert (1998 wechselten nur die Profispieler von Schwechat zu Niederösterreich), und der SVS NÖ verlor im vierten Antreten im Finale der ETTU Champions League erneut gegen Charleroi. Beim insgesamt fünften Finale der Champions League in der Saison 2007/08 gewann der SVS Niederösterreich erstmals mit einem Gesamtergebnis von 6:2 gegen Charleroi. In der folgenden Champions-League-Saison 2008/09 standen sie als Gruppensieger bereits vorzeitig fest, schieden jedoch im Viertelfinale gegen G.V. Hennebont T.T. mit einem Gesamtscore von 3:6 aus. In den Folgejahren konnte der Verein nicht mehr an seine Erfolge in der Champions League anknüpfen.
Zum Ende der Saison 2014/15 stieg der SV Schwechat aus der Kooperation aus und der Verein nannte sich in Weinviertel Niederösterreich um. Die Spielstätte war seitdem statt der Werner Schlager Academy in Schwechat die Wolkersdorfer Schlossparkhalle. 2016 gewann das Team den ETTU Cup. Am Ende der Saison 2015/16 löste sich der Verein auf.

## Mannschaft 2015/16
- Daniel Habesohn
- Dominik Habesohn
- Stefan Fegerl
- Hou Yingchao

## Erfolge
- Sieger der European Champions League: 2007/08
- 2. Platz in der European Champions League:
  - 1999/2000: Ma Lin, Werner Schlager, Qianli Qian, Kostadin Lengerov[7]
  - 2000/01
  - 2001/02
  - 2006/07